# Aphaenogaster gigantea
Aphaenogaster gigantea är en myrart som beskrevs av Cedric A. Collingwood 1962. Aphaenogaster gigantea ingår i släktet Aphaenogaster och familjen myror. Inga underarter finns listade i Catalogue of Life.